# Agapanthia orbachi
Agapanthia orbachi là một loài bọ cánh cứng trong họ Cerambycidae.